# バイブレータ (性具)
バイブレーターとは、振動などにより性的快楽を得る性具のこと。
女性の膣（あるいは男女の肛門）に挿入出来るようになっており、女性器や性感帯を振動や動きで刺激し性的快楽を得ることができる。主にディルド型とカプセル型に分かれる。なお振動の機構を備えていないものについては「張型」（ディルド）を参照。

## 概要
19世紀初頭まで、女性特有の子宮の鬱血が原因と当時考えられていた疾病症状・ヒステリー・倦怠感抑うつ症状等の治療目的によって、骨盤振動マッサージによる医療行為として器具を用いた治療を行なっていた。古くは施術者の手技によって女性器を刺激する治療を行っていたが重労働を伴い手首を痛める医者が少なくなかった。後、水流を女性器に直射する道具やゼンマイ駆動の振動器、蒸気駆動で下腹部を打突する診療台などが開発される。
1880年、イギリス人の医師ジョセフ・モーティマー・グランヴィルは医療用電動振動器「打診器（パーカッソー）」を発明、特許取得。
1902年、アメリカの家庭用電化製品製造販売会社「ハミルトン・ビーチ社」が民生用の手持ち式電動振動器を開発、販売。後、改良された多くの器具が市場に出回り、通販誌「シアーズ・リーボック・カタログ」、女性雑誌「ウィメンズ・ホーム・コンパニオン」などで広告掲載され販売される。
性遊戯などの行為に於いては羞恥心や倒錯感を煽る目的もあり、パートナーに使用する目的で男性が購入することが多いと考えられてきた。そのため、より倒錯したプレイに向くよう、陰茎を誇張したデザインや人や動物の顔を模しているものなど、ともすればグロテスクでハイパワー・高機能を謳い、色は濃いピンクや黒の製品が多かった。
しかし近年では、女性の購入者が増えてきたことやパートナー間でも利用されるとみられ、デザインや色がより落ち着いたものになるなど、卑猥さを強調しないものが増えてきている。また女性向けのアダルトグッズショップやインターネット上の通販サイトが増えてきており、以前より幅広い年齢層に受け入れられている。さらに本来では膣に挿入することを想定していたものではあるが、肛門や尿道にも挿入できる細身タイプのものも登場し、男性同士でも使用される。幅広いニーズに対応するため、初心者向けの小さくシンプルな物から熟練者向けの巨大で凹凸が激しく刺激が強い物まで、様々な製品が販売されている。
バイブレーターは俗に「電動こけし」と呼ばれるが、最初の製品は「ニューハニーペット」と言い、マッサージ器として昭和30年代半ばに発売されている。電動こけしの代名詞となったのは1972年（昭和47年）発売の「熊ん子」である。アイヌ民俗を彷彿とさせるこけし状の外観を持ったこの商品は、マイナーチェンジを重ねつつ、1990年の時点で100万本を売る大ヒット商品となった。その後、様々なメーカーが類似品を発売し多くの商品が開発された。電動こけしは単にバイブレーターと呼ばれるようになり、平成に入ると複雑な動作をICで制御する商品も登場している。過去には黒やピンク色でシンプルな製品が多かったが、現在は様々な色や、動き、振動、またその調節機能が付いた物など、多種多様のバイブレーターが製造されている。

## 流通
アダルトショップには多くは専門の問屋から卸されており、問屋の数としては1993年の時点で、日本全国で15 - 20社程度。顧客のほぼ全てが男性であり、この時期には実際に膣にバイブレーターを挿入した、挿入された女性の感想のフィードバックはあまり取り上げられることはなかった。
また、松沢呉一はその著書で、アダルトグッズの多くにおいて、日本においては特にメーカーが存在するわけではなく、商品開発は問屋が主導し、町工場が製造を行っているとの証言を紹介している。
通信販売の場合、表向きは肩こり対策用や目の周りの筋肉の電気マッサージ器などと称して売られている場合があり、これらでは一般商品に混じってカタログ誌に掲載されている物も見られる。ただ注意書きとして不自然に「防水機能」を備えているといった記述や「直径」が書かれているので、事情通にはそれと判る。また、家族などに知られにくいよう、隠し場所としてぬいぐるみなどのケースが用いられることがある。

## ディルド型

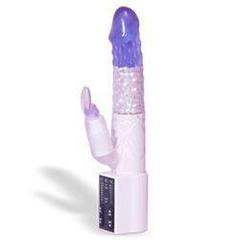
ディルド型バイブレータ

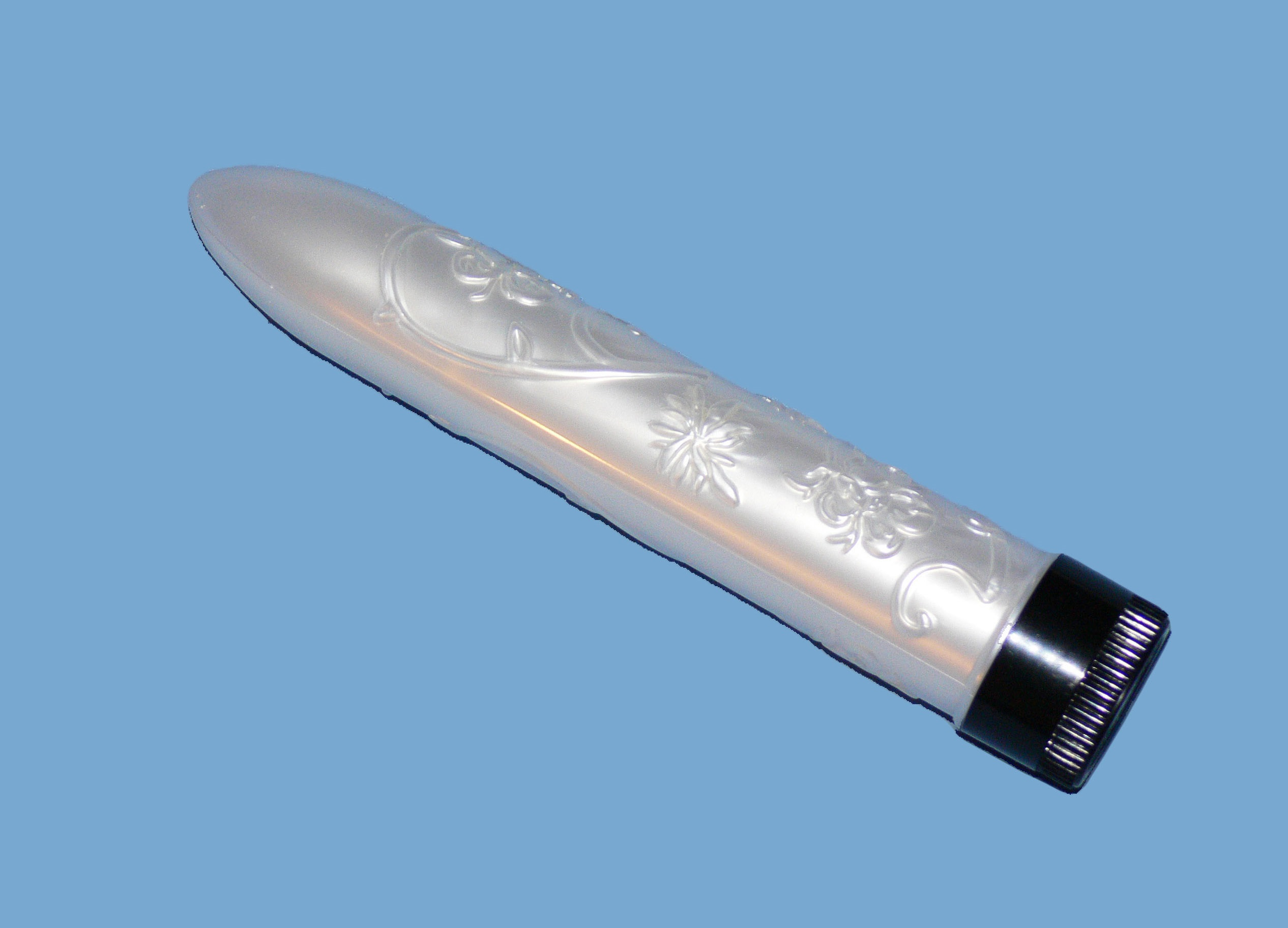
ディルド型バイブレータ（肩こりなどを緩和する健康器具として販売されている）

勃起時の陰茎大の本体付け根に操作部があるタイプで、主に膣や肛門に挿入するために使用する。
肛門用のものは比較的細身で動きも緩やかであるとされる。
薬事法（現薬機法）の規制逃れのために顔を彫りこけしに似せたことから過去には「電動こけし」と呼ばれた。
モーターと錘（またはカム）により震えるようにできており、中には全体が屈伸したり表面の凹凸が変化したりするなどの複雑な機構を備えた物もある。またそれら機能の配置や組み合わせを工夫したものや、膣に挿入しつつ同時に陰核あるいは肛門を刺激するための構造が一体的に取り付けられているものがあるなど、より過激な興奮を得られるように改良が続けられている。このような製品を利用した場合、より強い刺激を求めて次第に太いものを求めるとする俗説やポルノのストーリーもあるが、特に医学的根拠がなく、実際には遥かに巨大な新生児を出産した経産婦でも、通常の性交で十分に性感が得られるのは周知のとおりである。
女性の膣の深さは、日本女性で平均14 - 15cmとされている。女性の性器は非処女であっても、大きなものの挿入に対して実質的な痛みや恐怖を伴うために、必ずしも大きなものを求める女性ばかりとは限らない。
むしろ陰茎より小さめのものを好む女性もいるという。
出産経験者が膣がゆるくなるといった話から、女性の膣は伸びやすいと思われがちだが、括約筋は拡張し続けなければ収縮して元にもどる。また、クリトリスやGスポットを刺激して得られる性感と子宮口を圧迫して得られる性感は著名だが、膣口を拡張して得られる性感は個人差が大きい。性感の調査の上では単純に巨大なものを挿入した際に、圧迫感が強すぎて挿入感が鈍るという報告も見られる。そのため必ずしも性具を用いた場合に大きなサイズを好むわけではない。実際12cm程度の小さなディルドーもロングセラー商品として販売され続けている。

### 主な種類
うねり・首振りタイプ
内部にモーターとロッド、カムを仕込むことで棒部分をうねらせるもの。
ピストンタイプ
内蔵された伸縮金具や分銅が動くことで、ヘッドが上下に伸び縮みするもの。
三点タイプ
内部モーターの振動を利用し、棒状部の付け根に2つの突起を設けたもの。肛門と陰核を刺激するために作られている。極初期に出た「熊ん子（くまんこ）」から続く代表的なタイプ。
パールタイプ
内部に小球を詰め込み、それを攪拌することでバイブレータ表面を変化させるもの。
ローター内蔵タイプ
棒状の本体に後述のローターを仕込むもの。振動は少ないが価格は安い。
双頭タイプ
振動部が中央にあり両端が挿入可能になっているもの。これは、女性・男性同士が松葉崩しの体位のように互いの外陰部を近づけ、互いの膣口・肛門にバイブレータのそれぞれの頭をあてがい、挿入し合うものである。
ペニスバンドタイプ
ペニスバンドのディルド部がバイブレータ機能を持った物。
防水タイプ
ほとんどがシンプルなスティックタイプ。Oリングなどで防水しているため、入浴しながらでも使用できる。
家庭用電源タイプ
乾電池ではなく100Vコンセント（ACアダプター）で使用するタイプ。
リモコンタイプ
無線操作でスイッチのオン・オフ、強弱の変更を可能にしたもの。
自作キット
野菜など好きな形状のものを型取りし、シリコーンを流し込むことで自作が可能なキット。振動は後述のローターを組み込む。

## カプセル型

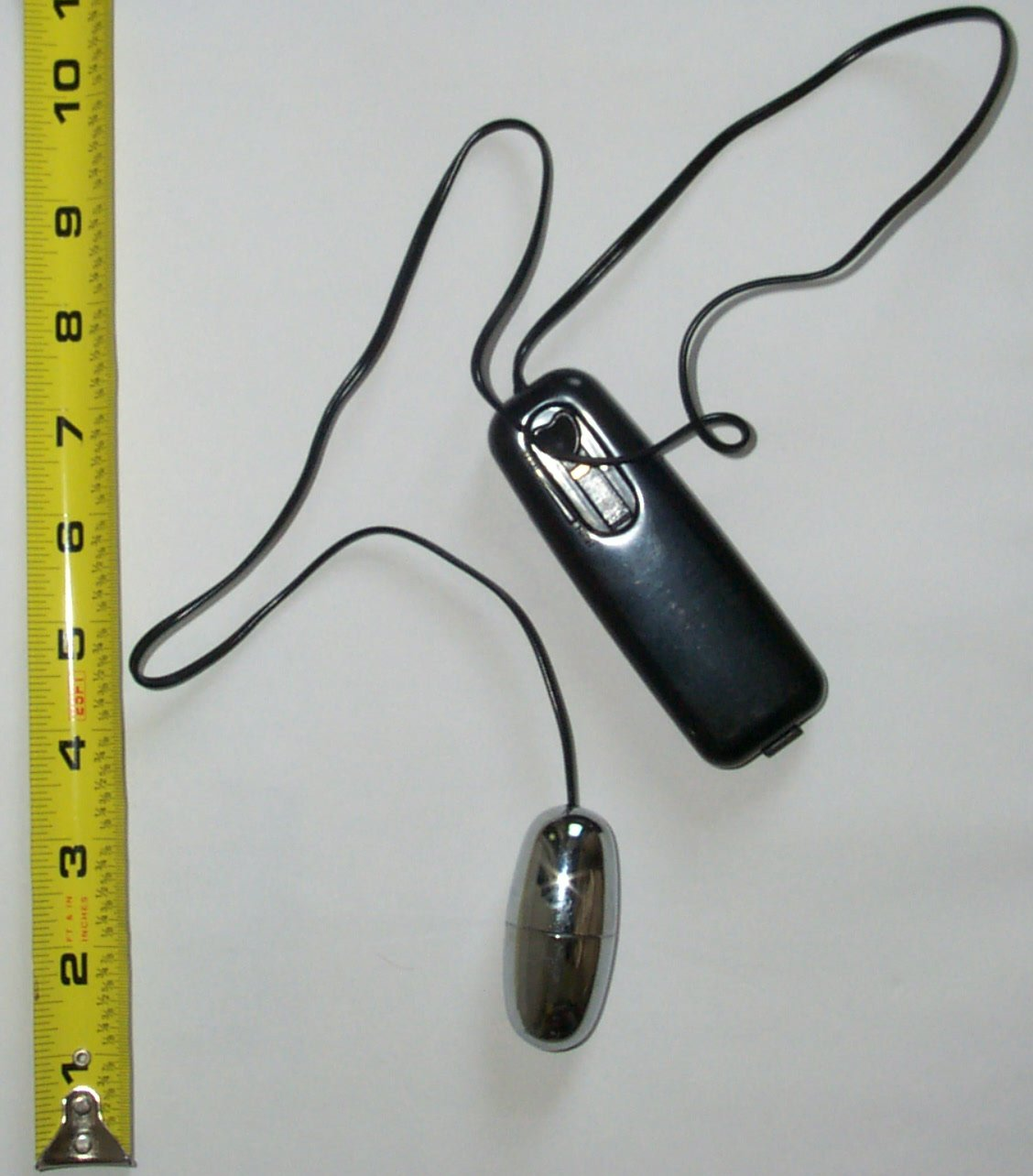
カプセル型。カプセル状になっている部分が振動する。

一般にピンクローター、または単にローターと呼ばれる物で、カプセル状に小型化した振動部で陰核や乳首などを刺激し快楽を得るため用いられる。なかには、カプセル部分を膣内に挿入する使用者もいるが、ローターは膣への挿入を想定して設計・製造されたものではなく、カプセル部分は防水構造になっていないため、膣挿入する時はコンドームに包むとよい。また膣から取り出す際にコードを強く引っ張ることで故障したり、コードがちぎれカプセルが膣内に取り残されることもあり、その場合もコンドームに包めば防止できる。

### ワイヤレスリモコンタイプ

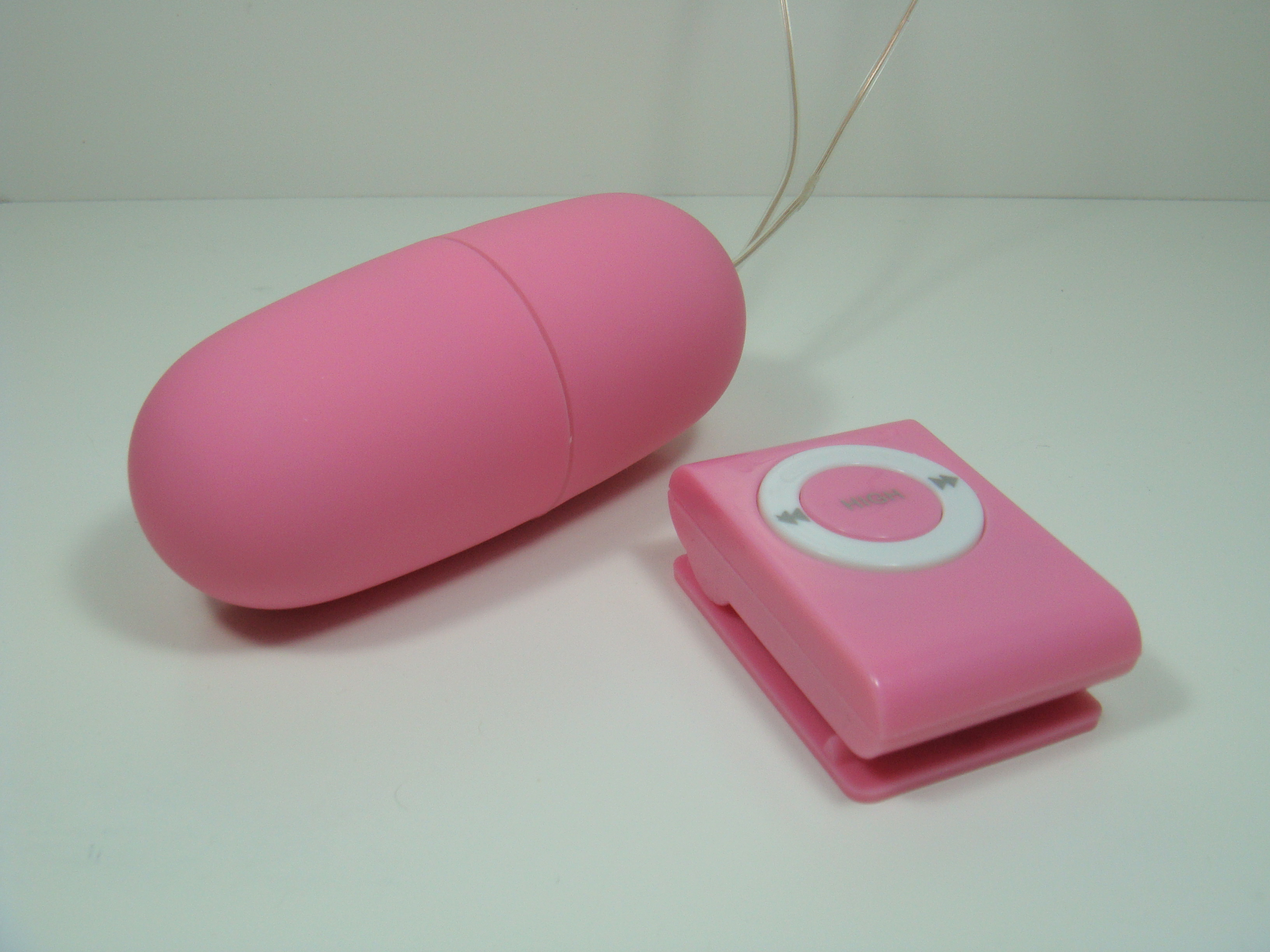
カプセル型（リモコンタイプ）

無線操作でスイッチのオン・オフや振動の強弱を可能にしたもの。
コードがないため、羞恥プレイとして、性感帯に当たるように本体を挿入したまま服を着て外出し、パートナーなどがリモコン操作をして楽しむことができる。女性用のほか、男性用もある。

公衆で使う場合、操縦者は被挿入者の性感帯を自由にコントロールできる一方、被挿入者は性感帯に忍んでいるローターがいつ人前で作動するかわからない状況に置かれることになる。

操縦者の任意でローターが作動すれば、被挿入者は人前で強制的に自慰をさせられる。自慰とはオナニーのことである。（男性の場合は強制的に勃起も生じる）。喘ぎ声が出てしまう場合もあり、次第に発情する。もちろん操縦者以外には発覚しないように、自慰中も我慢して平静を保たなければならない。被挿入者はローターをコントロールできないので、操縦者に止めるよう哀願するか、操縦者以外に自慰中であることが発覚したり、人前で性的絶頂を迎えないよう自身で耐えざるを得ない。操縦者がその様子をリモコン操作しながら楽しめるのが魅力である。一方、被挿入者は人前で自慰をしている背徳感を否応なしに味わされることになる。

被挿入者はしばらく振動を受けると、通常は下着が濡れるほど、場合によってはズボンやスカートまで濡れるほどの尿道球腺液（男性）または膣分泌液（女性）が生じる。男女とも尿を失禁する場合もある。

被挿入者は耐えられず、人前で性的絶頂（オーガズム）を迎える場合もある（男性の場合は下着の中で強制的に射精させられ、精子を失禁する）。

また、リモコンが一見、文房具のペンのようになっていて、操縦者は他人の目をごまかせる製品もある。スマートフォンアプリに接続できるものもある。

## 吸引型
ボディーとなる持ち手に、15mm～20mmの円形の吸引口が付いたバイブ。吸引口はシリコンやABS樹脂などのソフトで弾力のある素材で作られ、主にクリトリスを吸引して使う。クンニリングスのようにクリトリスを吸引することから「クンニバイブ」や「クリトリス吸引バイブ」と呼ばれる。
元々は吸引だけのシンプルなアダルトグッズであったが、洗練された形状やこれまでに無かった機能が注目を集め、次第に形や機能も増えていった。
現在の形状は大きく分けて3タイプに分類される。シンプルな「吸引タイプ」、ディルドと一体型になった「挿入タイプ」、舌型の回転羽根が付いた「ローラー（舐め）タイプ」である。

## ハンディー型電気マッサージ器

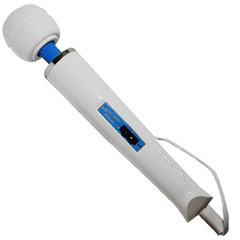
日立マジックワンド

肩や腰などをマッサージするハンディー型電気マッサージ器を性具として使用する場合がある。アダルト用語では略して「電マ」と呼ぶ。直接男女の性器などの性感帯にあてて使用するほか、マッサージ器の先端部に性具メーカーが作った専用のディルドなどを取り付けて女性器に挿入することもできる。専用のバイブレーターとはまた違った独特の快楽があるとも言われる。
本来は肩こりなどのマッサージ用なので、購入や所有に恥じらいはないが、強力な振動が発生するため、性具として使用の際は振動を極力弱めて使用する必要がある。また、ディルド型アタッチメントは単純な構造で洗浄しやすいが、洗浄後膣に挿入する場合、マッサージ器本体は防水機能を備えていないので、感電の危険性があることに留意する必要がある。
欧米では日立製作所が製造していた日立マジックワンドが、Vibratexによりアメリカ合衆国に輸入され、ヒット商品となっていた。後に製造権が他社に譲渡され「Magic Wand」として販売されている。

## その他
バタフライタイプ
ストラップを配して、下着のように身に着けられるようにしたタイプ。名前の通り蝶を模した形状のものが知名度が高い。
マラカスタイプ
マラカスのように取っ手のついたタイプ。挿入しやすい。両端が大小のローターになったタイプもある。
ペニス用バイブ
男性の陰茎を刺激するためのタイプ。簡易型貞操帯のような陰茎全体にかぶせるタイプや亀頭のみ刺激する小型のキャップ状のタイプがある。亀頭バイブは、電池ボックスとスイッチが本体とコードでつながっている物が多い。
小型の物では乳首への刺激に特化した製品も見られる。また、
電動式器具として「跨ったり、足に挟んで使用する」というタイプの物も見られる。これはACアダプタを電源とし、上下運動する本体から飛び出したアタッチメント式ディルドやオナホールを交換することで、男性にも女性にも対応する製品だが、主に日本以外で製造・販売されており、一部が日本国内でも輸入販売されている。